# Lindze Letherman
Lindze Lanae Letherman (n. 2 de noviembre de 1988) es una actriz estadounidense. Es reconocida por sus papeles de Georgie Jones en General Hospital y de Virginia Lofton in Virginia's Run. En 2007 protagonizó una película independiente titulada Stamped! Otros créditos en cine incluyen películas como Bicentennial Man y Clockstoppers.

## Filmografía
| Cine                  | Cine                          | Cine             | Cine        |
| Año                   | Película                      | Rol              | Notas       |
| --------------------- | ----------------------------- | ---------------- | ----------- |
| 1997                  | Toothless                     | Molly            |             |
| 1999                  | Bicentennial Man              | Grace Martin     |             |
| 2002                  | Clockstoppers                 | Kelly Gibbs      |             |
| 2002                  | Virginia's Run                | Virginia Lofton  |             |
| 2009                  | Stamped!                      | Tori             |             |
| Televisión            |                               |                  |             |
| Año                   | Título                        | Rol              | Notas       |
| 1997                  | Jenny                         | Jenny de 8 años  | 1 episodio  |
| 1997                  | Family Matters                | Allyson          | 1 episodio  |
| 1998                  | Suddenly Susan                | Faith            | 1 episodio  |
| 1999                  | Passions                      | Rosie            | 3 episodios |
| 1999                  | Profiler                      | Lindsay          | 1 episodio  |
| 1999                  | Seven Days                    | Claire           | 1 episodio  |
| 2000                  | 18 Wheels of Justice          | Caroline         | 1 episodio  |
| 2002–2007, 2010, 2013 | General Hospital              | Georgie Jones    |             |
| 2005                  | 8 Simple Rules                | Megan            | 1 episodio  |
| 2007                  | General Hospital: Night Shift | Georgie Jones    | 1 episodio  |
| 2008                  | Life in General               | Maddie Whittaker |             |